# James Boulton

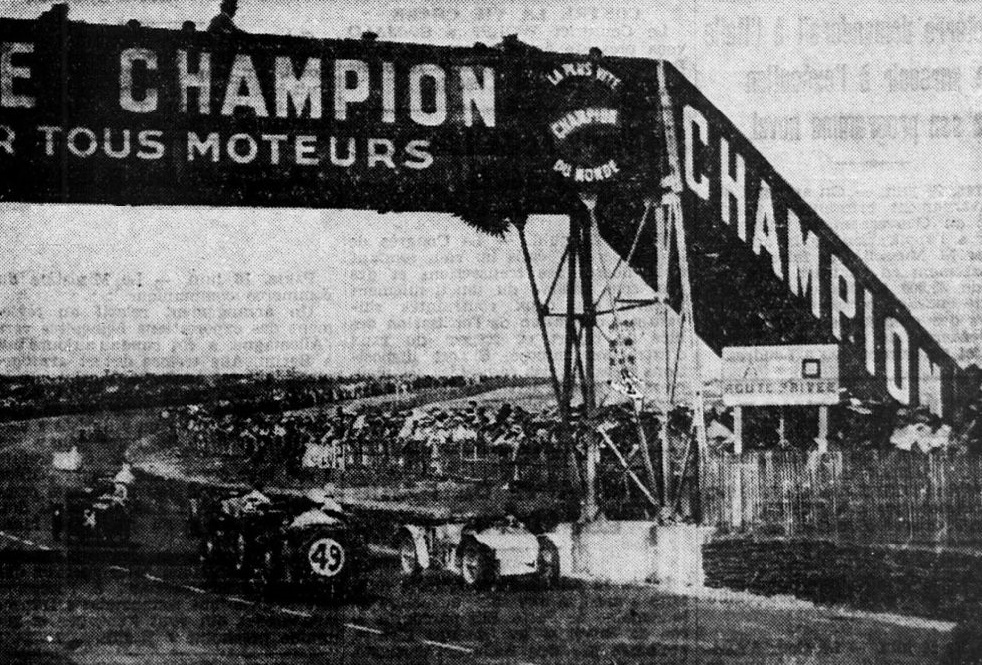
Der Singer 9 Le Mans (Startnummer 49) von Gordon Hendy und James Boulton unter dem Fußgängerübergang beim 24-Stunden-Rennen von Le Mans 1934

James Bryan Boulton (* 15. April 1910 in Southampton; † 14. August 1990 in Worthing) war ein britischer Autorennfahrer.

## Karriere als Rennfahrer
James Boulton war in den 1930er-Jahren zweimal beim 24-Stunden-Rennen von Le Mans am Start. Er war jeweils Teamkollege von Gordon Hendy und fuhr das Rennen 1934 und 1935. Nach einer Disqualifikation 1934 beendete er das Rennen im Jahr darauf an der 19. Stelle der Gesamtwertung. 

## Statistik

### Le-Mans-Ergebnisse
| Jahr | Team         | Fahrzeug         | Teamkollege  | Platzierung     | Ausfallgrund |
| ---- | ------------ | ---------------- | ------------ | --------------- | ------------ |
| 1934 | Gordon Hendy | Singer 9 Le Mans | Gordon Hendy | disqualifiziert |              |
| 1935 | Gordon Hendy | Singer 9 Sports  | Gordon Hendy | Rang 19         |              |